# Ricardo Asensio
Ricardo Asensio Gómez (Valencia, 27 de febrero de 1949), es un pintor y retratista español. Han posado para él, entre otros, Camilo José Cela, Antonio Buero Vallejo, la princesa Beatriz de Orleans, Marisa de Borbón, Isabel Preysler y Carmen Martínez-Bordiú.  En Italia, país muy vinculado a él durante toda su vida, recibe numerosas distinciones, desde la Medalla de Oro al Mérito en las Bellas Artes Trofeo "Medusa Aurea" (enlace roto disponible en Internet Archive; véase el historial, la primera versión y la última). en su XXVI edición en Roma, hasta el Premio NOBEL del Arte 2009 en Milán. 

## Biografía
Desde niño muestra una clara predilección por el dibujo y la pintura.
En los años 70 se inicia de un modo académico y comienza la carrera de arquitectura. Sin embargo al proseguir sus estudios en la Ciudad Condal, pierde interés hacia esta carrera y la interrumpe definitivamente. En 1979 se trasladó a vivir durante un periodo a Madrid, donde quedó finalista para la beca de pintura que otorga la Academia de España en Roma. Es allí en Roma donde vive y contacta con otros artistas y comienza a participar con sus obras en exposiciones de bellas artes.  Fue premiado en 2006 con el Primer Premio de Pintura en el "Festival Hans Christian Andersen" en su Bicentenario, Copenhague (Dinamarca) y con el "Premio Rembrandt" en Holanda, coincidiendo con el 400 aniversario del nacimiento del pintor.

## Trayectoria artística
En la obra de Ricardo Asensio pueden distinguirse dos épocas: de una parte la figuración, que abarca el comienzo de su trabajo y en donde el retrato ha sido el leit-motiv de su trayectoria, al que vuelve una y otra vez. Y la segunda, donde ha evolucionado hacia referentes más abstractos. Su interés por la investigación con nuevos materiales (trabajos en los que utiliza técnicas mixtas con óleo, acrílico, ácidos, pigmentos y resinas) consiguiendo unas creaciones espontáneas con temas sobre el "cosmos" de marcado expresionismo. "Il pittore-poeta dell'infinito" como lo define la crítica italiana.   
Ha participado en Bienales y Ferias de Arte Contemporáneo y en centenares de exposiciones alrededor del mundo, en más de 40 años de trayectoria. Sus obras figuran en importantes colecciones públicas y privadas de Europa y Estados Unidos.

## Premios

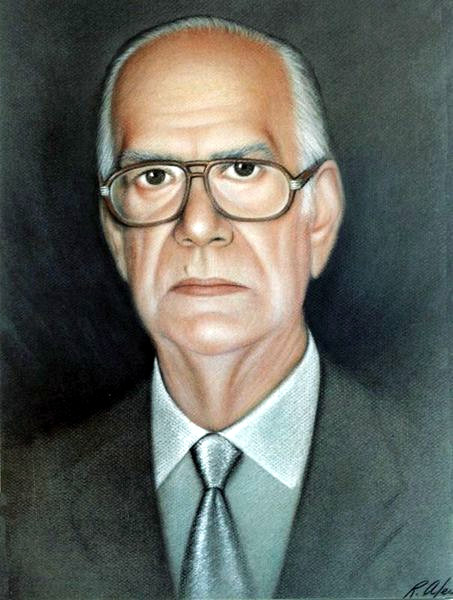
Retrato de Camilo José Cela, "Fundación Cela" Padrón La Coruña, 1996.

- 1981 - "Premio Villa Alessandra" en el Panorama de las Artes.
- 1982 - "Premio Controvento" Roma.
- 1996 - Medalla de Oro al Mérito en las Bellas Artes, Roma.
- 1997 - Premio "Villa Serravalle", Florencia.
- 1999 - "Gran Collare D´Argento" Palinuro nel mondo.
- 2000 - Premio "Antigua Florencia".
- 2001 - "Oscar de la Cultura" Florencia.
- 2003 - "Gran Premio Italia".
- 2003 - Premio "La Dea Alata" Florencia.
- 2003 - Medalla de Oro al Mérito en las Bellas Artes Trofeo "Medusa Aurea" (enlace roto disponible en Internet Archive; véase el historial, la primera versión y la última). en su XXVI edición, Roma.
- 2003 - "Gran Premio Maremma" en la Copa Costa D´Argento de Toscana.
- 2003 - "Gran Premio Ciudad de Florencia", de la Accademia "Il Marzocco".
- 2004 - Primer Premio "Costa Toscana" en la IV Bienal de Italia.
- 2004 - Primer Premio "Europa" en Turín.
- 2004 - Premio "S. Ambrogio D´Oro" en Milán.
- 2004 - Gran Collare Académico, Roma.
- 2005 - Gran Premio Europa Art "Mediolanum", Milán.
- 2005 - Premio Canova "Medalla de Oro de la Academia Universal Antonio Canova".
- 2005 - Primer Premio Internacional de Arte "Sprigiona la Fantasía", Turín.
- 2005 - Gran Premio Genova Art
- 2005 - "Oscar del Arte" y "Académico de Honor" por la Orden de Michelangelo, de la Academia Internacional "Santarita" de Turín.
- 2005 - "Premio Alba" Italia.
- 2006 - Primer Premio de Pintura en el "Festival Hans Christian Andersen" en su Bicentenario, Copenhague (Dinamarca).
- 2006 - Premio "Donatello" Florencia.
- 2006 - Premio "La Dea Alata" Florencia.
- 2006 - "Coppa Mundis" de Italia.
- 2006 - "Premio Rembrandt" en Holanda, coincidiendo con el 400 aniversario del nacimiento del pintor.
- 2007 - "Premio Sever a la carrera", que otorga el Centro Culturale Internazionale D´Arte Sever de Milán.
- 2007 - Coppa Accademia "Artista del año 2007", Academia Severiade de Milán.
- 2008 - "Premio a la Cultura", Homenaje a Giosuè Carducci en su centenario. Centro Artístico Culturale Molisano La Conca de Roma.
- 2008 - Grand Prix International "Urbs Mundi" Italia.
- 2009 - Targa Sever D´Oro, Centro Culturale Internazionale D´Arte Sever de Milán.
- 2009 - Premio Internazionale NOBEL dell´Arte 2009, Milán.
- 2009 - Premio "Leonardo Da Vinci".
- 2009 - Premio "Universale" de Florencia, Italia.
- 2010 - "Targa Biennale Città di Milano".
- 2010 - Primer Premio - Centro Culturale Internazionale D´Arte Sever, Milán.
- 2011 - Premio "Oscar de la Cultura", Florencia.
- 2012 - "Mención de Honor" en Dallas Award USA.
- 2013 - International Art Award "Apollo".
- 2014 - Premio Internazionale D'Arte, Salento Porta D'Oriente, Italia In Arte.
- 2016 - Premio “L’Umano e il Divino nell’ Arte Contemporanea”  Florencia,  Italia
- 2016  - “Collana Artisti dal Mondo 2016” Florencia.
- 2016  - “Historical Prize for Contemporary Artists” Galleria Borghese, Roma.
- 2017  -  Premio “La Palma delle Arti Visive e della Poesia Contemporanea” Florencia.
- 2017  - “Premio della Creatività Metropolitana" Milán.
- 2017  -  Award “Medal and Certificate of Honor” Art Festival Pontifical Palace, Roma.
- 2018  - "The International Prize of Nations". Tribute to Tiziano Venice.
- 2018  - "International Prize of DOGI" Venice.
- 2018  - "Prize Quality Jury" VENEZIA ART EXPO. Exhibition of Nations 2018.
- 2018  - “Biennale delle Nazioni” Venezia Italia (Chosen by the organizers of the Biennale of Nations, such as the painter representing Spain, in Venice).
- 2018  -  Premio “Coppa Del Mondo” Firenze.
- 2018  - "International Prize Giulio Cesare", Rome Italy.
- 2018  - “International Prize Caravaggio” Milan.
- 2019  - “Gran Premio Lorenzo de’ Medici Il Magnifico” Florencia.
- 2019  - “Premio Velázquez” Museo MEAM ‘Museo Europeo de Arte Moderno’ Barcelona.
- 2019  -  Gran Premio “Leonardo da Vinci” Firenze Italia.
- 2019  - International Prize "Artist of The Year 2019" ART NOW, Mantova.
- 2019  - “Premio Michelangelo”Roma.
- 2019  - "European Grand Prix"Stockholm, Sweden.
- 2019  - "Giorgio Vasari International Award"Rome, Italy.
- 2020  - "Oscar de las Artes Visuales" Galleria “Centro Storico” Firenze.
- 2020  - International Prize "Leonardo Da Vinci" Borghese Palace. Florence
- 2020  - "Award for a career" 50 years of pictorial activity. Florence, Italy.

### Menciones
- "Mención de Honor" en el Salón de Invierno de Nueva York.
- "Mención de Honor" Museum of The Americas, Florida.
- "Mención de Honor" en Dallas Award USA

### Académico
- Académico por la Academia Internacional "Greci-Marino", Académico del Verbano de las Artes, Letras y Ciencias, ITALIA.
- Académique de Mérite dell´Accademia Italiana "Gli Etruschi".
- Académico por la Academia Internacional "Il Marzocco" de Florencia.
- Académico por la "Academia Santarita" de Turín.
- Académico por la Academia Universal "Antonio Canova".
- Presidente Honorífico en España, de la Academia Italiana "Antonio Canova" (Periodo 2003-2006) y el título "Accademico a Vita".
- Socio di Merito y Medalla de Oro dell´Accademia Internazionale D´Arte Moderna, Roma.
- Investido como Maestro del Arte y Socio de Honor Emérito 2014, ITALIA IN ARTE.

### Títulos Honoríficos
- Human Rights Award "Martin Luther King"
- Diplôme de Mérite con titre de "Magnifique pour la Culture Universelle dans le Monde". Francia
- "Cavaliere Araldico"
- "Gentleman della Cultura" - Accademia Il Marzocco, Firenze.
- "Messaggero di Pace"
- "Cultore dell' Ambiente" - Accademia Gli Etruschi, Livorno - Italia.
- "Arciere dell' Arte"- Associazione Centro Storico Firenze, Italia.
- Diplôme de Mérite - Titre Honorifique " Chevalier Araldico des Arts" dell’Accademia Internazionale ‘’Il Marzocco’’ di Firenze.
- Medalla de Oro Rotary Club de Valencia.